# بير وندل
بير وندل (بالسويدية: Per Wendel)‏ هو صحفي سويدي، ولد في 28 يناير 1947، وتوفي في 10 أكتوبر 2005.